# (5649) Donnashirley
(5649) Donnashirley (1990 WZ2) – planetoida z grupy przecinających orbitę Marsa okrążająca Słońce w ciągu 3,45 lat w średniej odległości 2,28 j.a. Odkryta 18 listopada 1990 roku.